# Gargantilla
Gargantilla ist ein westspanischer Ort und eine Gemeinde (municipio) mit 364 Einwohnern (Stand: 2024) in der Provinz Cáceres im Norden der autonomen Region Extremadura. 

## Lage und Klima
Gargantilla liegt in einem Teil des Iberischen Gebirges, in einer Höhe von ca. 645 m. Die Entfernung nach Cáceres beträgt etwa 95 km (Fahrtstrecke) in südsüdwestlicher Richtung. Das Klima ist gemäßigt; Regen (728 mm/Jahr) fällt hauptsächlich im Winterhalbjahr.

## Bevölkerungsentwicklung
| Jahr      | 1970 | 1981 | 1991 | 2001 | 2011 | 2021 |
| Einwohner | 750  | 613  | 567  | 491  | 423  | 375  |

## Sehenswürdigkeiten
- Pauluskirche (Iglesia de San Pablo Apóstol)